# Rhizocarpon eupetraeum
Rhizocarpon eupetraeum är en lavart som först beskrevs av William Nylander och som fick sitt nu gällande namn av Johann Franz Xaver Arnold. 
Rhizocarpon eupetraeum ingår i släktet Rhizocarpon och familjen Rhizocarpaceae. Arten är reproducerande i Sverige. Inga underarter finns listade i Catalogue of Life.

## Källor

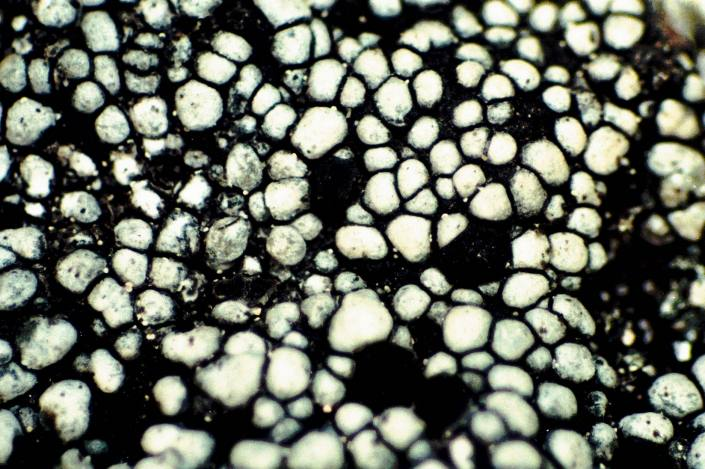
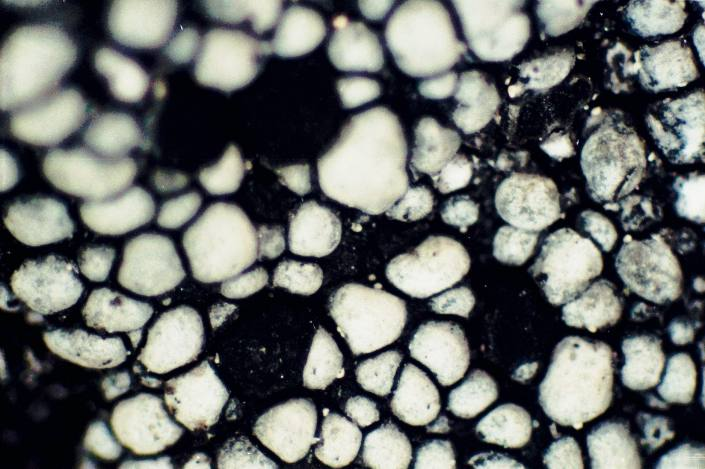
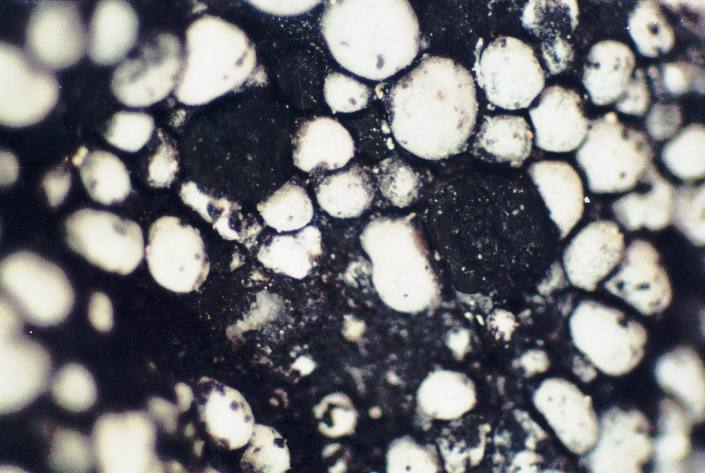
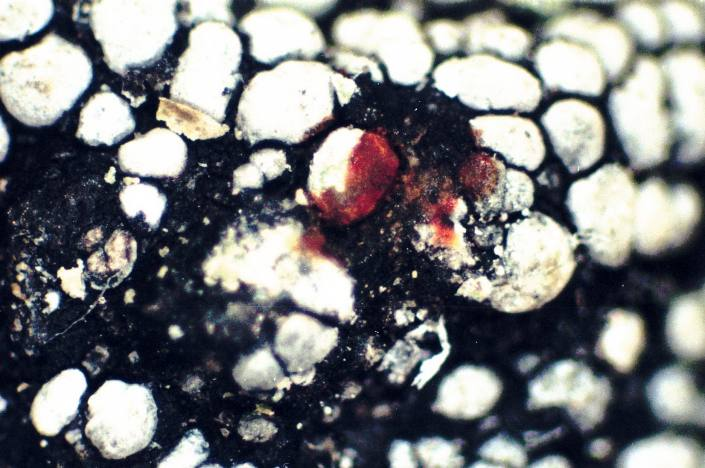
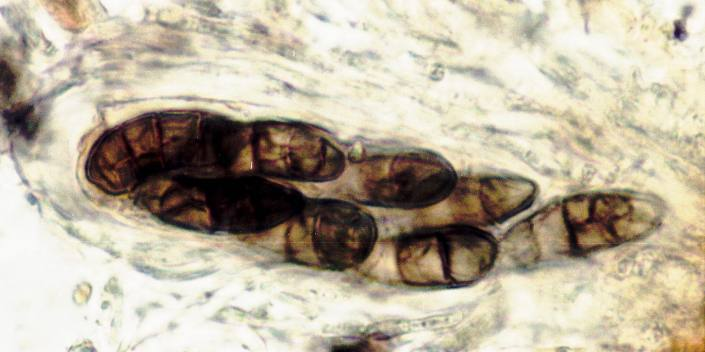
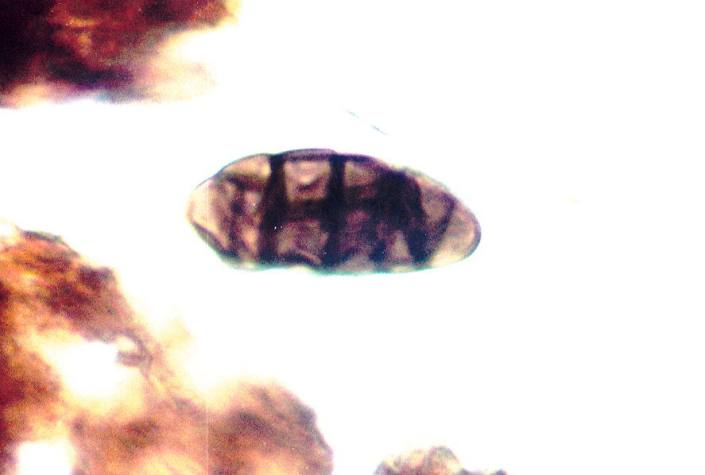
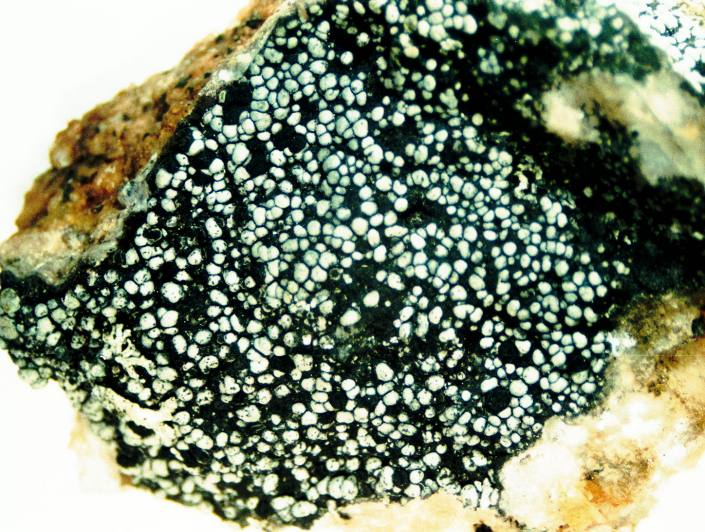